# Discografia de UHF
A discografia dos UHF, banda portuguesa de rock, é composta por dezasseis álbuns de estúdio, nove álbuns ao vivo, onze extended plays, vinte e uma coletâneas e por uma mini box set composta por dois discos compactos. Lançaram cinquenta e nove singles – incluindo maxis, bootlegs e digitais – sendo que três contêm inéditos no lado B, e suas canções vigoram em sete bandas sonoras de telenovelas e séries. Têm um álbum de tributo, dezasseis covers de canções de outros artistas e estão representados em setenta e nove compilações diversas, incluindo nos Estados Unidos e Brasil. A sua videografia consiste em um álbum de vídeo e vinte e nove vídeos musicais. Em atividade paralela, António Manuel Ribeiro, líder da banda, lançou a solo dois álbuns (mais outros dois de formato mais reduzido) que contaram com a participação de músicos ligados aos UHF, entre outros convidados.
Os UHF estrearam-se em 1979 com um extended play de três canções mas não tiveram sucesso comercial, uma vez que a editora não promovia o seu catálogo. Em 1980, celebraram contrato com a grande editora Valentim de Carvalho e lançaram o single "Cavalos de Corrida" que atingiu o primeiro lugar na tabela, sendo certificado com disco de prata por vendas superiores a 30 mil exemplares. Em junho de 1981, foi editado o primeiro álbum de estúdio À Flor da Pele que chegou ao primeiro lugar com mais de 30 mil cópias vendidas e entrega do disco de ouro. O single "Rua do Carmo" ultrapassou as trinta semanas de permanência no programa Todos no Top da Rádio Comercial. No final de 1981 já totalizavam mais de 100 mil discos vendidos, registo que foi imbatível em Portugal. Sucedeu-se o mini álbum Estou de Passagem (1982) com bom volume de vendas e atribuição do disco de prata.
Com a formação inicial desfeita, António M. Ribeiro auto produziu o álbum Noites Negras de Azul (1988) que atingiu a quarta posição na tabela, obtendo certificação de ouro, que nunca foi entregue ao grupo, e dois singles entraram no top dez com "Na Tua Cama" a liderar durante várias semanas. O segundo registo ao vivo Julho 13 (1990) alcançou o disco de prata. Em 1993 o álbum Santa Loucura apenas atingiu a prata, uma vez que o tema de apresentação ("Menina Estás à Janela") fora atribuído a uma coletânea, que obteve o disco de ouro, prejudicando o próprio álbum da banda. Com 69 Stereo (1996) alcançaram a 11ª posição.
Detentores de editora própria desde 1997, os UHF obtiveram maior êxito com os álbuns de estúdio Porquê? (2010), A Minha Geração (2013) e Novas Canções de Bem Dizer (2023) que alcançaram, respetivamente, a 19ª, 14ª e 19ª posições na tabela. Dois registos ao vivo merecem igualmente destaque: Absolutamente Ao Vivo (14º lugar) e Ao Norte Unplugged (21º lugar).
Nas coletâneas com vendas significativas destaque para as edições de Eternamente (1999), que chegou ao disco de prata só à conta das pré vendas para as lojas para depois chegar ao disco de ouro, Sou Benfica - As Canções da Águia (2003), um disco temático, que alcançou a posição 23, e para O Melhor de 300 Canções (2015) com entrada direta para o 7º lugar. O álbum A Herança do Andarilho (2017), de tributo a José Afonso, atingiu a 18ª posição ao fim de três semanas de permanência no top oficial. Em 2018, o relançamento em simultâneo dos álbuns – que até então tinham sido editados apenas em vinil – Persona Non Grata (1982), Ares e Bares de Fronteira (1983) e Ao Vivo em Almada–No Jogo da Noite (1985) atingiram na primeira semana, respetivamente, os 27º, 24º e 28º lugares.
Os UHF atingiram em julho de 2017 a cifra de 1 700 concertos em Portugal e no mundo e venderam mais de 1,5 milhão de discos entre álbuns, extended plays, singles e cassetes. Receberam onze discos de prata, sete de ouro e três de platina.

## Álbuns

### Álbuns de estúdio
| 1981                                         | À Flor da Pele - Formatos: LP, K7, CD, descarga digital         | 1  | GPPFV: Ouro  |
| 1982                                         | Estou de Passagem - Formatos: Mini LP, K7                       |    | GPPFV: Prata |
| 1982                                         | Persona Non Grata - Formatos: LP, K7                            |    |              |
| 1983                                         | Ares e Bares de Fronteira - Formatos: Mini LP, K7               | —  | —            |
| 1988                                         | Noites Negras de Azul - Formatos: LP, K7, descarga digital      | 4  | AFP: Ouro    |
| 1988                                         | Em Lugares Incertos - Formatos: Mini LP, descarga digital       | —  | —            |
| 1990                                         | Este Filme - Amélia Recruta - Formato: Mini LP, K7              | —  | —            |
| 1991                                         | Comédia Humana - Formatos: LP, CD, descarga digital             | —  | —            |
| 1993                                         | Santa Loucura - Formatos: 2LP, CD                               |    | AFP: Prata   |
| 1996                                         | 69 Stereo - Formatos: CD, descarga digital                      | 11 |              |
| 1998                                         | Rock É! Dançando Na Noite - Formatos: CD, K7, descarga digital  | —  | —            |
| 2003                                         | La Pop End Rock - Formato: 2CD                                  |    |              |
| 2005                                         | Há Rock no Cais - Formatos: CD, descarga digital                | —  | —            |
| 2010                                         | Porquê? - Formatos: CD, descarga digital                        | 19 |              |
| 2013                                         | A Minha Geração - Formatos: CD, LP, descarga digital            | 14 |              |
| 2023                                         | Novas Canções de Bem Dizer - Formatos: CD, LP, descarga digital | 19 |              |
| "—" Não entrou na tabela musical deste país. |                                                                 |    |              |

### Álbuns ao vivo
| 1985                                         | Ao Vivo em Almada - No Jogo da Noite - Formato: LP                | —  | —          |
| 1990                                         | Julho, 13 - Formatos: 2LP, 2K7, CD                                |    | AFP: Prata |
| 2009                                         | Absolutamente Ao Vivo - Formatos: 2CD, descarga digital           | 14 |            |
| 2012                                         | Ao Norte Unplugged - Formatos: 2CD, descarga digital              | 21 |            |
| 2014                                         | Duas Noites em Dezembro - Formatos: 2CD, descarga digital         |    | —          |
| 2020                                         | Aula Magna - 40 Anos Numa Noite - Formatos: 2CD, descarga digital |    |            |
| 2020                                         | De Almada Para o Mundo - Formato: CD+Livro                        |    |            |
| 2021                                         | Celebrar a Vida em Ovar - Formato: CD, descarga digital           |    |            |
| 2022                                         | Ao Vivo e À Flor da Pele - Formato: CD, LP, descarga digital      |    |            |
| "—" Não entrou na tabela musical deste país. |                                                                   |    |            |

### Extended plays(EP)
| 1979                                                                    | Jorge Morreu - Formato: single                         | —  | — |
| 1993                                                                    | 4 Rave Songs - Formato: CD                             | —  | — |
| 1995                                                                    | Toca-me - Formato: CD                                  | —  | — |
| 1999                                                                    | Sou Benfica - Formato: CD                              |    |   |
| 2003                                                                    | Harley Jack - Formato: CD                              | —  | — |
| 2004                                                                    | Voltei a Porto Moniz - Formatos: CD, descarga digital  | sd | — |
| 2004                                                                    | Podia Ser Natal - Formatos: CD, descarga digital       | —  | — |
| 2014                                                                    | Nação Benfica - Formato: Descarga digital              | —  | — |
| 2014                                                                    | Por Portugal - Formato: Descarga digital               | —  | — |
| 2016                                                                    | Tudo o que É Nosso - Formatos: CD, descarga digital    | —  | — |
| 2019                                                                    | Jorge Morreu (Nova gravação) - Formato: single (vinil) | —  | — |
| "—" Não entrou na tabela musical deste país. "sd" Sem edição comercial. |                                                        |    |   |

### Coletâneas
| 1995                                                                    | Cheio (O melhor de) - Formato: CD                                       |    |            |
| 1996                                                                    | Cavalos de Corrida - Colecção Caravela - Formato: CD                    | —  | —          |
| 1996                                                                    | Sarajevo - Bósnia 1996 - Formato: K7                                    | sd | —          |
| 1999                                                                    | Eternamente - Formatos: 2CD, K7, descarga digital                       |    | AFP: Prata |
| 2001                                                                    | À Beira do Tejo - Formato: CD                                           | sd | —          |
| 2003                                                                    | Sou Benfica - As Canções da Águia - Formatos: CD, descarga digital      | 23 | AFP: Ouro  |
| 2006                                                                    | UHF - Grandes Êxitos EMI Gold - Formato: CD                             | —  | —          |
| 2007                                                                    | Canções Prometidas - Raridades Vol.I - Formatos: CD, descarga digital   | —  | —          |
| 2007                                                                    | Canções Prometidas - Raridades Vol.II - Formatos: CD, descarga digital  | —  | —          |
| 2008                                                                    | UHF - Os Anos Valentim de Carvalho - Formatos: 2CD, descarga digital    |    |            |
| 2009                                                                    | Eu Sou Benfica - Formatos: CD, descarga digital                         |    |            |
| 2009                                                                    | Caloira Bonita 2009 - Formato: CD                                       | —  | —          |
| 2011                                                                    | BD Pop Rock Português - UHF - Formato: CD+Livro                         | —  | —          |
| 2011                                                                    | UHF - Bandas Míticas Vol. 04 - Formato: CD                              | sd | —          |
| 2012                                                                    | Canções Prometidas - Raridades Vol.III - Formatos: CD, descarga digital | —  | —          |
| 2014                                                                    | Grandes Êxitos - UHF - Formato: CD                                      | —  | —          |
| 2014                                                                    | UHF - Essencial - Formato: CD                                           | —  | —          |
| 2015                                                                    | Uma História Secreta dos UHF - Formatos: CD, descarga digital           | sd | —          |
| 2015                                                                    | O Melhor de 300 Canções - Formatos: 2CD, descarga digital               | 7  |            |
| 2017                                                                    | Almada 79 - Formato: CD                                                 | sd | —          |
| "—" Não entrou na tabela musical deste país. "sd" Sem edição comercial. |                                                                         |    |            |

### Box sets
| Ano  | Detalhes do álbum          | Conteúdo                                                  |
| ---- | -------------------------- | --------------------------------------------------------- |
| 1995 | Back 2 Back - Formato: 2CD | Caixa especial contendo: • Comédia Humana • Santa Loucura |

### Relançamentos
| 1980                                         | Jorge Morreu - Formato: single                                         | —  | — |
| 1993                                         | À Flor da Pele - Formato: CD                                           | —  | — |
| 1996                                         | Cheio (O melhor de) (Edição especial) - Formato: 2CD                   | —  | — |
| 2006                                         | Há Rock no Cais (Edição limitada) - Formatos: 2CD, descarga digital    | —  | — |
| 2008                                         | Noites Negras de Azul - Formatos: CD, descarga digital                 | —  | — |
| 2008                                         | Em Lugares Incertos (Edição especial) - Formatos: CD, descarga digital | —  | — |
| 2011                                         | Porquê? (Edição especial) - Formatos: 2CD, descarga digital            | —  | — |
| 2018                                         | Persona Non Grata - Formatos: CD, descarga digital                     | 27 | — |
| 2018                                         | Ares e Bares de Fronteira - Formatos: CD, descarga digital             | 24 | — |
| 2018                                         | Ao Vivo em Almada - No Jogo da Noite - Formatos: CD, descarga digital  | 28 | — |
| 2019                                         | Comédia Humana - Formatos: CD, descarga digital                        | —  | — |
| 2020                                         | Julho, 13 - Formatos: CD, descarga digital                             | —  | — |
| "—" Não entrou na tabela musical deste país. |                                                                        |    |   |

### Álbuns de tributo
| Ano  | Detalhes do álbum                                           | Melhor posição | Certificações |
| Ano  | Detalhes do álbum                                           | POR            | Certificações |
| ---- | ----------------------------------------------------------- | -------------- | ------------- |
| 2017 | A Herança do Andarilho - Formatos: CD, LP, descarga digital | 18             |               |

## Videografia

### Álbuns de vídeo
| 2009                                         | Absolutamente Ao Vivo - Formato: DVD | — | — |
| "—" Não entrou na tabela musical deste país. |                                      |   |   |

### Vídeos musicais
| Ano  | Canção                              | Diretor           | Ref.   |
| ---- | ----------------------------------- | ----------------- | ------ |
| 1980 | "Cavalos de Corrida"                |                   |        |
| 1981 | "Rua do Carmo"                      |                   |        |
| 1981 | "Modelo Fotográfico"                |                   |        |
| 1982 | "Estou de Passagem"                 |                   |        |
| 1982 | "Um Mau Rapaz"                      |                   |        |
| 1984 | "Puseste o Diabo em Mim"            |                   |        |
| 1988 | "Nove Anos"                         |                   |        |
| 1989 | "Hesitar"                           |                   |        |
| 1993 | "Menina Estás à Janela"             |                   |        |
| 1993 | "Sarajevo"                          |                   |        |
| 1999 | "Dança Comigo (Até o Sol nascer)"   |                   |        |
| 1999 | "Sou Benfica"                       |                   |        |
| 2003 | "A Lágrima Caiu"                    |                   |        |
| 2005 | "Matas-me Com o Teu Olhar"          | José Pinheiro     | [ 24 ] |
| 2005 | "Mas (Só gosto de ti)"              | José Pinheiro     | [ 25 ] |
| 2006 | "Apetece Namorar Contigo em Lisboa" | David Monge       | [ 26 ] |
| 2010 | "Porquê?"                           |                   |        |
| 2011 | "Por Portugal Eu Dou"               |                   |        |
| 2012 | "Cavalos de Corrida (Acústico)"     |                   |        |
| 2013 | "A Minha Geração"                   | David Monge       | [ 26 ] |
| 2013 | "Vernáculo (para um homem comum)"   | David Monge       | [ 26 ] |
| 2013 | "Um Tipo Sincero"                   |                   |        |
| 2014 | "Nação Benfica"                     | Ricardo Fortunato | [ 27 ] |
| 2014 | "A Saudade é Uma Ressaca"           |                   |        |
| 2014 | "Os Vampiros"                       | Luís Simões       |        |
| 2014 | "Era de Noite e Levaram"            | David Monge       | [ 26 ] |
| 2015 | "Um MMS Teu"                        | Luís Simões       |        |
| 2015 | "Puseste o Diabo em Mim (new edit)" | José Pinheiro     | [ 28 ] |
| 2017 | "No Comboio Descendente"            | David Monge       |        |

## Singles

### 1980–1989
| Ano  | Canção                                                       | Certificações | Álbum                     |
| ---- | ------------------------------------------------------------ | ------------- | ------------------------- |
| 1980 | "Cavalos de Corrida"/ "Palavras"                             | GPPFV: Prata  | Não lançado em álbum      |
| 1981 | "Rua do Carmo"/ "(Vivo) Na Fronteira"                        |               | À Flor da Pele            |
| 1981 | "Quem Irá Beber Comigo (Desfigurado)?"/ "Noite Dentro"       | —             | À Flor da Pele            |
| 1981 | "Modelo Fotográfico"/ "Quem Irá Beber Comigo? (Desfigurado)" | —             | À Flor da Pele            |
| 1982 | "Um Mau Rapaz"/ "Amigos Até Logo"                            | —             | Persona Non Grata         |
| 1983 | "Voo Para a Venezuela"/ "Dança de Canibais"                  | —             | Persona Non Grata         |
| 1983 | "De Carrocel"/ "Chris"                                       | —             | Ares e Bares de Fronteira |
| 1984 | "Puseste o Diabo em Mim"/ "De Um Homem Só"                   | —             | Não lançado em álbum      |
| 1988 | "Na Tua Cama"/ "Nove Anos"                                   |               | Noites Negras de Azul     |
| 1988 | "Em Violência"/ "Completamente Infiel"                       | —             | Noites Negras de Azul     |
| 1989 | "Hesitar"                                                    | —             | Não lançado em álbum      |

### 1990–1999
| Ano  | Canção                                          | Certificações | Álbum                     |
| ---- | ----------------------------------------------- | ------------- | ------------------------- |
| 1991 | "Brincar no Fogo"/ "De Segunda Até Sexta"       | —             | Comédia Humana            |
| 1992 | "Brincar no Fogo (Todos à garagem)"             | —             | Comédia Humana            |
| 1992 | "Estou de Passagem"/ "Frágil"                   | —             | Não lançado em álbum      |
| 1993 | "Um Copo Contigo"                               | —             | Santa Loucura             |
| 1993 | "Menina Estás à Janela"                         | —             | Santa Loucura             |
| 1993 | "Sarajevo (Verão 92)"                           | —             | Santa Loucura             |
| 1994 | "Um Tiro na Solidão"/ "Um Homem na Meia-Noite"  | —             | Santa Loucura             |
| 1995 | "Cavalos de Corrida"/ "Rua do Carmo" (new edit) | —             | Cheio (O melhor de)       |
| 1995 | "Por Ti e Por Nós Dois"                         | —             | Cheio (O melhor de)       |
| 1996 | "Foge Comigo Maria"                             | —             | 69 Stereo                 |
| 1997 | "O Povo do Mundo"                               | —             | 69 Stereo                 |
| 1998 | "Quando (Dentro de ti)"                         | —             | Rock É! Dançando Na Noite |
| 1998 | "Guantanamera"                                  | —             | Rock É! Dançando Na Noite |
| 1998 | "Ao Fim de Tanto Tempo"                         | —             | Rock É! Dançando Na Noite |
| 1999 | "Uma Palavra Tua"                               | —             | Eternamente               |
| 1999 | "Dança Comigo (Até o Sol nascer)"               | —             | Eternamente               |
| 1999 | "Angie"                                         | —             | Eternamente               |

### 2000–2009
| Ano  | Canção                              | Certificações | Álbum                                       |
| ---- | ----------------------------------- | ------------- | ------------------------------------------- |
| 2000 | "Uma Palavra Tua" (new edit)        | —             | Eternamente                                 |
| 2001 | "Meninos Angolanos"                 | —             | Rock É! Dançando Na Noite                   |
| 2001 | "Fogo (Tanto me atrais)"            | —             | Hesitar                                     |
| 2003 | "A Lágrima Caiu"                    | —             | La Pop End Rock                             |
| 2004 | "Matas-me Com o Teu Olhar"          | —             | Há Rock no Cais                             |
| 2006 | "Apetece Namorar Contigo em Lisboa" | —             | Há Rock no Cais                             |
| 2007 | "Menino (Canção da Beira Baixa)"    | —             | Canções Prometidas - Raridades Vol.I        |
| 2009 | "O Tempo é Meu Amigo"               | —             | Absolutamente Ao Vivo (na 1ª edição do DVD) |

### 2010–2019
| Ano  | Canção                                  | Certificações | Álbum                        |
| ---- | --------------------------------------- | ------------- | ---------------------------- |
| 2010 | "O Vento Mudou"                         | —             | Porquê?                      |
| 2010 | "Viver Para Te Ver"                     | —             | Porquê?                      |
| 2011 | "Quero Entrar em Tua Casa"              | —             | Porquê?                      |
| 2011 | "Por Portugal Eu Dou"                   | —             | Não lançado em álbum         |
| 2012 | "Cavalos de Corrida"                    | —             | Ao Norte Unplugged           |
| 2013 | "A Minha Geração"                       | —             | A Minha Geração              |
| 2013 | "Um Tipo Sincero"                       | —             | A Minha Geração              |
| 2014 | "A Saudade é uma Ressaca"               | —             | A Minha Geração              |
| 2014 | "Era de Noite e Levaram"                | —             | Não lançado em álbum         |
| 2014 | "Os Vampiros"                           | —             | Uma História Secreta dos UHF |
| 2014 | "Sonhos na Estrada de Sintra (Ao vivo)" | —             | Duas Noites em Dezembro      |
| 2015 | "Puseste o Diabo em Mim (new edit)"     | —             | O Melhor de 300 Canções      |
| 2017 | "No Comboio Descendente"                | —             | A Herança do Andarilho       |
| 2018 | "Assalto ao Kremlin"                    | —             | Não lançado em álbum         |
| 2019 | "Hey! Hey! Bora Lá"                     | —             | Novas Canções de Bem Dizer   |

### 2020–presente
| Ano  | Canção                               | Certificações | Álbum                           |
| ---- | ------------------------------------ | ------------- | ------------------------------- |
| 2020 | "Hey! Hey! Bora Lá (Acústico)"       | —             | Não lançado em álbum            |
| 2020 | "Matas-me Com o Teu Olhar (Ao vivo)" | —             | Aula Magna - 40 Anos Numa Noite |
| 2020 | "Na Tua Cama (Ao vivo)"              | —             | Aula Magna - 40 Anos Numa Noite |
| 2020 | "Rua do Carmo (Ao vivo)"             | —             | Aula Magna - 40 Anos Numa Noite |
| 2020 | "Cavalos de Corrida (Ao vivo)"       | —             | Aula Magna - 40 Anos Numa Noite |
| 2023 | "A Primeira Noite Sem Ti"            | —             | Novas Canções de Bem Dizer      |
| 2023 | "Eu Vou ao Norte"                    | —             | Novas Canções de Bem Dizer      |
| 2023 | "O Indigente"                        | —             | Novas Canções de Bem Dizer      |

Notas
1. 1 2 3   Inédito no lado B
2. 1 2 3 4   Maxi single
3. ↑   Bootleg

## Outras aparições

### Como convidado
O vocalista dos UHF contribui com a sua voz nos seguintes álbuns de outros artistas:
| Ano  | Álbum                   | Artista          | Canção                             | Notas                                    | Ref.   |
| ---- | ----------------------- | ---------------- | ---------------------------------- | ---------------------------------------- | ------ |
| 1984 | ABBAcadabra             | (Vários)         | "Branca de Neve e o Principezinho" | Dueto António M. Ribeiro e Maria João    |        |
| 1989 | A Junção                | A Junção         | "Epílogo (desafio da primavera)"   | Com participação de António M. Ribeiro   |        |
| 1995 | Espanta Espíritos       | (Vários)         | "Podia Ser Natal"                  | Dueto António M. Ribeiro e Miguel Ângelo |        |
| 2010 | Equilíbrio              | Balla            | "Montra"                           | Com participação de António M. Ribeiro   |        |
| 2014 | Um Mundo Quase Perfeito | Pedro e Os Lobos | "O Diabo Sabe o Meu Nome"          | Com participação de António M. Ribeiro   | [ 29 ] |
| 2015 | Corvos Convidam         | Corvos           | "Rua do Carmo"                     | Com participação de António M. Ribeiro   |        |
| 2017 | Amanhã                  | União das Tribos | "Só Eu Sei Porquê"                 | Dueto António M. Ribeiro e Carlão        |        |
| 2017 | XXV Anos                | Alcoolémia       | "Portugal o Nosso País"            | Com participação de António M. Ribeiro   | [ 30 ] |

### Covers
Os UHF fizeram novas versões das seguintes canções de outros artistas:
| Ano  | Canção                           | Cantor original / banda       | Ref.   |
| ---- | -------------------------------- | ----------------------------- | ------ |
| 1993 | "Menina Estás à Janela"          | (canção popular)              |        |
| 1995 | "A Morte Saiu à Rua"             | José Afonso                   |        |
| 1996 | "The Passenger"                  | Iggy Pop                      | [ 31 ] |
| 1998 | "Guantanamera"                   | (canção tradicional cubana)   |        |
| 1999 | "Angie"                          | Rolling Stones                |        |
| 2003 | "Ser Benfiquista"                | Luís Piçarra                  | [ 32 ] |
| 2007 | "Menino (canção da Beira Baixa)" | (canção popular)              |        |
| 2007 | "Grândola, Vila Morena"          | José Afonso                   | [ 33 ] |
| 2010 | "O Vento Mudou"                  | Eduardo Nascimento            | [ 34 ] |
| 2010 | "Vejam Bem"                      | José Afonso                   | [ 35 ] |
| 2014 | "Era de Noite e Levaram"         | José Afonso                   | [ 36 ] |
| 2014 | "Os Vampiros"                    | José Afonso                   |        |
| 2015 | "Amores de Estudante"            | Orfeão Universitário do Porto | [ 37 ] |
| 2017 | "Traz Outro Amigo Também"        | José Afonso                   | [ 38 ] |
| 2017 | "No Comboio Descendente"         | José Afonso                   | [ 39 ] |
| 2024 | "Trova do Vento que Passa"       | Adriano Correia de Oliveira   | [ 40 ] |

### Bandas sonoras
Tanto os UHF como o seu vocalista tiveram canções incluídas nas seguintes bandas sonoras:
| Ano  | Telenovela / Série | Canção                     | Álbum                 | Ref.   |
| ---- | ------------------ | -------------------------- | --------------------- | ------ |
| 2001 | Super Pai          | "Porque Será Que Amo"      | Sierra Maestra        | [ 41 ] |
| 2005 | Ninguém Como Tu    | "Matas-me Com o Teu Olhar" | Há Rock no Cais       | [ 42 ] |
| 2006 | Fala-me de Amor    | "Estou-me Nas Tintas"      | Há Rock no Cais       | [ 43 ] |
| 2009 | Deixa Que Te Leve  | "O Tempo é Meu Amigo"      | Absolutamente Ao Vivo | [ 44 ] |
| 2009 | Meu Amor           | "Porque Será Que Amo"      | Sierra Maestra        | [ 45 ] |
| 2010 | Espírito Indomável | "Porquê Só Ela"            | Porquê?               | [ 46 ] |
| 2011 | Anjo Meu           | "Rua do Carmo"             | À Flor da Pele        | [ 47 ] |

Notas
1. ↑   Single extra na 1ª edição do DVD Absolutamente Ao Vivo

### Compilações diversas
Os UHF participaram com algumas das suas canções em compilações de vários artistas:
| Ano              | Álbum                                                      | Canção                                                       | Ref.                       |
| ---------------- | ---------------------------------------------------------- | ------------------------------------------------------------ | -------------------------- |
| 1980             | Rock - Disco Sound                                         | "Jorge Morreu" "Aquela Maria" "Caçada"                       |                            |
| 1981             | Hello Rock Portugal -1                                     | "Jorge Morreu" "Aquela Maria" "Caçada"                       |                            |
| 1981             | Primeiríssimos 80                                          | "Cavalos de Corrida"                                         |                            |
| 1981             | Jackpot - Os Superêxitos 81                                | "Rua do Carmo"                                               |                            |
| 1982             | Fluminense FM                                              | "Rua do Carmo"                                               |                            |
| 1982             | Música Nossa, Música Nova                                  | "Estou de Passagem"                                          |                            |
| 1982             | Vinte Super Bombas                                         | "Modelo Fotográfico"                                         |                            |
| 1982             | O Disco do Ano da Música Portuguesa                        | "Um Mau Rapaz"                                               |                            |
| Ano desconhecido | Hoje Há Rock no Liceu                                      | "(Vivo) Na Fronteira"                                        |                            |
| Ano desconhecido | Trip Fixe                                                  | "Caçada" "Rua do Carmo"                                      |                            |
| 1984             | Música Nova                                                | "Cavalos de Corrida"                                         |                            |
| 1988             | Super Disco 88                                             | "Na Tua Cama"                                                |                            |
| 1989             | 10 Canções por Lisboa                                      | "Rua do Carmo" "Noites Lisboetas"                            |                            |
| 1989             | Super Disco 89                                             | "Hesitar"                                                    |                            |
| 1990             | Super Disco 90                                             | "Amélia Recruta"                                             |                            |
| 1993             | Número 1                                                   | "Menina Estás à Janela"                                      |                            |
| 1993             | Os Grandes Êxitos De...                                    | "Menina Estás à Janela"                                      |                            |
| 1993             | Super Som - Música nos Teus Ouvidos                        | "Menina Estás à Janela"                                      |                            |
| 1993             | Super Som - Dá Força à Música                              | "Sarajevo (Verão 92)"                                        |                            |
| 1994             | Filhos da Madrugada cantam José Afonso                     | "A Morte Saiu à Rua"                                         |                            |
| 1995             | Uma História de Amor                                       | "Toca-me" "Menina Estás à Janela"                            | [ 48 ]                     |
| 1995             | Espanta Espíritos                                          | "Podia Ser Natal"                                            |                            |
| 1995             | Sons Lusitanos – Parmalat                                  | "Menina Estás à Janela"                                      |                            |
| 1996             | Virgin Megastore - Algarve                                 | "Sábado (nos teus braços)"                                   | [ 14 ]                     |
| 1996             | Mais Valem 36 Músicas no Sapatinho                         | "Toca-me"                                                    |                            |
| 1996             | Virgin Megastore - Openings 96 Lisboa-Porto                | "Foge Comigo Maria"                                          |                            |
| 1997             | Portugal Pop                                               | "Foge Comigo Maria"                                          |                            |
| 1997             | Grande Geração do Rock                                     | "Jorge Morreu" "Aquela Maria"                                |                            |
| 1997             | Biografia do Pop/Rock                                      | "Um Mau Rapaz"                                               |                            |
| 1997             | Encontro em Lisboa                                         | "Rua do Carmo"                                               | [ 49 ]                     |
| 1997             | Exclamation                                                | "Toca-me"                                                    |                            |
| 1997             | 100 Grandes Vedetas Portuguesas                            | "Sarajevo (Verão 92)"                                        | [ 50 ]                     |
| 1997             | Pop Rock em Português                                      | "Menina Estás à Janela"                                      |                            |
| 1997             | Heróis do Rock                                             | "Menina Estás à Janela"                                      |                            |
| 1997             | Super Êxitos da Música Portuguesa - Vol.1                  | "Menina Estás à Janela"                                      |                            |
| 1997             | "Foge Comigo Maria"                                        | align="center" rowspan="1"                                   |                            |
| 1998             | Heróis do Rock - Sou Metade Sem Ti                         | "Quando (dentro de ti)"                                      |                            |
| 1998             | Killed by Death - Vol.40                                   | "Caçada"                                                     |                            |
| 1998             | Promúsica 19                                               | "Laura In"                                                   | [ 51 ]                     |
| 1998             | Canta Portugal 2                                           | "Menina Estás à Janela" "Brincar no Fogo"                    | [ 52 ]                     |
| 1998             | Canta Portugal 5                                           | "Rua do Carmo" "Cavalos de Corrida"                          | [ 52 ]                     |
| 1998             | Canta Portugal 8                                           | "Sarajevo (Verão 92)" "Velhos Tamborins"                     | [ 52 ]                     |
| 1998             | Expresso 25 Anos                                           | "Cavalos de Corrida"                                         | [ 53 ]                     |
| 1998             | Portugal Rock                                              | "Cavalos de Corrida"                                         |                            |
| 1999             | Rock em Stock                                              | "Cavalos de Corrida"                                         |                            |
| 1999             | On                                                         | "Quando (dentro de ti)"                                      |                            |
| 1999             | Anos 90 Bem Medidos                                        | "Menina Estás à Janela"                                      | align="center" rowspan="1" |
| 1999             | Reis da Música Nacional                                    | "Uma Palavra Tua"                                            | [ 54 ]                     |
| 2000             | Moçambique Um Novo Abraço                                  | "Uma Palavra Tua"                                            |                            |
| 2000             | Bloodstains Across The World #2                            | "Cavalos de Corrida"                                         |                            |
| 2001             | Amores de Verão                                            | "Uma Palavra Tua"                                            |                            |
| 2003             | O Melhor do Rock Português 1980 -1984                      | "Cavalos de Corrida"                                         |                            |
| 2004             | Portugal ao Vivo 2 - Eléctrico e Acústico                  | "Cavalos de Corrida"                                         |                            |
| 2004             | O Melhor do Rock Português 1979 -1985                      | "Rua do Carmo"                                               |                            |
| 2004             | Centenarium Benfica (1904-2004)                            | "Uma Luz de Paixão"                                          |                            |
| 2004             | Movieplay Colecção                                         | "Rua do Carmo"                                               |                            |
| 2005             | Benfica Campeão Nacional 2004-2005                         | "Sou Benfica"                                                |                            |
| 2005             | Festa 2005                                                 | "Sou Benfica" "Ser Benfiquista (Club Mix)" "SLB (outra vez)" | [ 55 ]                     |
| 2005             | Os Grandes Êxitos da Febre de Sábado de Manhã              | "Cavalos de Corrida"                                         |                            |
| 2007             | O Melhor da Música Portuguesa Vol.02 - Os Anos 80          | "Cavalos de Corrida"                                         |                            |
| 2007             | O Melhor da Música Portuguesa Vol.08 - Os Anos 70          | "Jorge Morreu"                                               |                            |
| 2007             | Frágil–Artistas Portugueses por Darfur                     | "Meninos Angolanos"                                          | [ 56 ]                     |
| 2008             | 75 Anos de Canções                                         | "Rua do Carmo"                                               | [ 57 ]                     |
| 2009             | 50 Grandes Êxitos - O Melhor da Música Portuguesa          | "Cavalos de Corrida"                                         |                            |
| 2009             | On Air Vol. 20                                             | "O Tempo É Nosso Amigo"                                      |                            |
| 2009             | Rock4Life International - Vol.11                           | "Alguém (que há de chegar)"                                  | [ 58 ]                     |
| 2010             | O Melhor do Pop Rock Português 1979-1990                   | "Cavalos de Corrida" "Rua do Carmo"                          |                            |
| 2010             | O Melhor das Novelas                                       | "Porque Será Que Amo"                                        | [ 59 ]                     |
| 2010             | Rock4Life International - Vol.12                           | "Matas-me Com o Teu Olhar"                                   | [ 60 ]                     |
| 2010             | Benfica: Campeões Nacionais 2009/2010                      | "Sou Benfica"                                                |                            |
| 2010             | Ninguém Pára o Benfica                                     | "Sou Benfica"                                                |                            |
| 2010             | Now 23                                                     | "O Vento Mudou"                                              |                            |
| 2011             | Melodias Para Sempre                                       | "Cavalos de Corrida"                                         |                            |
| 2012             | M80 Rádio.pt                                               | "Rua do Carmo"                                               |                            |
| 2013             | O Melhor do Rock Português Anos 80                         | "Cavalos de Corrida"                                         |                            |
| 2014             | Benfica - Juntos Somos Campeões                            | "Sou Benfica" "Nação Benfica" "Cavalos de Corrida"           |                            |
| 2015             | Músicas dos Bicampeões                                     | "Sou Benfica"                                                |                            |
| 2017             | Os Anos BMG 1990-1998                                      |                                                              |                            |
| 2017             | Ao Vivo no Sol da Caparica                                 | "Os Putos Vieram Divertir-se"                                |                            |
| 2019             | O Melhor do Rock Português dos Anos 80 - Rock em Português | "Cavalos de Corrida"                                         |                            |

Notas
1. 1 2 3 4 5   Cassete
2. 1 2 3 4 5 6   Edição internacional
3. 1 2   Edição internacional (Bootleg)
4. 1 2   Inédito
5. ↑   Versão longa
6. ↑   Gravado ao vivo

## Outras gravações

### Por outros artistas
Os UHF tiveram algumas das suas canções gravadas por outros artistas:
| Ano  | Canção                                | Álbum                                          | Artista                   | Ref.   |
| ---- | ------------------------------------- | ---------------------------------------------- | ------------------------- | ------ |
| 1982 | "Cavalos de Corrida"                  | Tony Silva Canta Música Ró                     | Tony Silva                |        |
| 1993 | "Cavalos de Corrida"                  | Da Ocidental Praia                             | Jovens Cantores de Lisboa |        |
| 2005 | "(Vivo) Na Fronteira"                 | Montmartre                                     | Pat Kay & The Gajos       |        |
| 2009 | "Persona Non Grata"                   | Ninguém Manda em Ti                            | Revolta                   |        |
| 2010 | "Matas-me Com o Teu Olhar"            | Portugal Acústico                              | Portugal Acústico         | [ 61 ] |
| 2011 | "Um Mau Rapaz"                        | Pedro e os Lobos                               | Pedro e Os Lobos          |        |
| 2012 | "Concerto"                            | Suspenso no Ar                                 | Karpe Diem                |        |
| 2013 | "Cavalos de Corrida"                  | Caminho para a Loucura                         | Eskizofrénicos            |        |
| 2015 | "Rua do Carmo"                        | Corvos Convidam                                | Corvos                    |        |
| 2016 | "Jorge Morreu" e "Cavalos de Corrida" | À Sombra do Cristo Rei                         | À Sombra Do Cristo Rei    |        |
| 2017 | "Cavalos de Corrida"                  | Pede a Deus que Te Mate e ao Diabo que Te Leve | Patrulha do Purgatório    |        |
| 2017 | "Só Eu Sei Porquê"                    | Amanhã                                         | União das Tribos          |        |
| 2017 | "Jorge Morreu"                        | (Não lançado em álbum)                         | Major Cafeína             | [ 62 ] |

Notas
1. ↑   Tema incluído em medley''

### Para outros artistas
O vocalista dos UHF compôs as seguintes canções para outros artistas:
| Ano  | Canção                                        | Álbum          | Artista    | Ref.   |
| ---- | --------------------------------------------- | -------------- | ---------- | ------ |
| 1996 | "Quem Era"                                    | Neno Neno Neno | Neno       |        |
| 2008 | "As Pessoas (como se a pressa fosse urgente)" | Karpe Diem     | Karpe Diem | [ 63 ] |

## Projetos paralelos

### António Manuel Ribeiro a solo
| Ano  | Detalhes do álbum / single                               | Notas                                                                                 |
| ---- | -------------------------------------------------------- | ------------------------------------------------------------------------------------- |
| 1987 | "É Hoje Agora" - Formato: single                         | Não lançado em álbum                                                                  |
| 1992 | Pálidos Olhos Azuis - Formatos: LP, CD, descarga digital | Foi lançado o single "Velhos Tamborins"                                               |
| 2000 | Sierra Maestra - Formato: CD                             | Foram lançados os singles "Sierra Maestra", "Beija-me na Rua" e "Porque Será Que Amo" |
| 2003 | Somos Nós Quem Vai Ganhar - Formato: EP/ CD              | Não lançado em álbum                                                                  |